# Сологуб, Никита Сергеевич
Никита Сергеевич Сологуб (род. 7 апреля 1992) — российский судебный журналист, сотрудничающий с интернет-изданием «Медиазона».

## Биография
Учился в Московском государственном университете печати, проходил стажировку в российском общественно-политическом журнале The New Times. В 2014 году сотрудничал с изданием «Русская планета», а с декабря 2014 года по настоящее время является журналистом издания «Медиазона». После начала вторжения России на территорию Украины в 2022 году и усиления цензуры вместе с другими журналистами издания уехал из России.

## Награды
В 2016 году получил премию имени Ахмеднаби Ахмеднабиева и премию журнала GQ в номинации «Журналист года».
По состоянию на середину 2024 года более 50 работ Никиты Сологуба были номинированы на премию «Редколлегия». В марте 2024 года стал лауреатом этой премии за статью «Перевозчик» об офицере, сопровождавшем «груз 200» в Забайкальском крае, в ноябре 2024 года —  за статью «Пытки, взятки и побег. Чего стоил мобилизованному Савченко отказ брать в руки оружие».